# Tom Clancy's Splinter Cell: Pandora Tomorrow
Tom Clancy's Splinter Cell: Pandora Tomorrow est un jeu vidéo d'infiltration, développé par Ubisoft Shanghai et Ubisoft Annecy, sorti sur de multiples plates-formes en 2004.

## Trame

### Synopsis
En 2006, les États-Unis installent une base temporaire dans le Timor oriental pour entraîner le développement d'une force de défense pour la « plus jeune démocratie du monde ». En Asie du Sud-Est, la résistance à la présence militaire américaine est vive et importante, mais la menace indonésienne qui pèse sur la démocratie Timorienne est jugée suffisante à l'occupation. La haine anti-américaine se développe et le chef des guerilleros, Suhadi Sadono, agissant avec le support officieux de l'état-major corrompu de l'Indonésie, en prend la tête. Les hommes de Sadono attaquent et occupent l'ambassade américaine de Dili, Timor Oriental, prenant en otage plusieurs dizaines de militaires et de civils. Sam Fisher doit défendre et assister l'armée américaine, à la fois localement et à distance, jusqu'au renversement du système de Sadono.
La fin du dernier niveau se passe dans un aéroport.

## Système de jeu

### Généralités
Le gameplay reprend en grande partie celui de Splinter Cell, et ajoute de nouveaux mouvements, plus fluides, de nouveaux décors, et une remise à neuf de l'inventaire ainsi que de l'interface. Une nouveauté ; la possibilité d'ouvrir les portes avec un coup d'épaules ou de pouvoir utiliser certains gadgets à l'approche de certains objets (par exemple utiliser la fibre optique à l'approche des portes).
Sam Fisher peut siffler pour faire diversion.

### Versus (mode multijoueur)
Le mode « Versus » de Pandora Tomorrow est un jeu complet, indépendant du mode solo, développé par l'équipe Ubisoft d'Annecy.
Le jeu propose un gameplay novateur et abouti : une équipe de 2 espions (Spy) affronte une équipe de 2 mercenaires (Merc) pour des parties d'un tout nouveau genre. Les Mercs sont armés, et doivent défendre leur « base » des attaques des Spy qui eux n'ont pas d'armes létales, mais qui ont des possibilités de déplacement bien plus vastes. De plus des « gadgets » sont aussi de la partie : au début du round, les Merc et les Spy ont la possibilité de choisir certains équipements, pour s'adapter à la carte, ou au style de jeu de l'équipe d'en face. Ce qui apporte un renouveau à chaque partie. Enfin, les cartes multijoueurs font montre d'un level design d'un rare niveau de finition.
« Splinter Cell Pandora Tomorrow - Versus » est à marquer d'une pierre blanche dans l'histoire du jeu vidéo multijoueurs.[réf. nécessaire]

## Bande son
La bande son a été créée par Frédéric Devanlay pour Big Wheels Studio.

## Accueil
L'originalité de son mode multijoueur fut une très bonne surprise pour les joueurs et la presse[réf. nécessaire]. Limité à 4 joueurs, le mode multijoueur offre un jeu basé sur l'infiltration et la discrétion entre deux espions équipés de matériel à la pointe de la technologie (vision nocturne, vision infrarouge, grenades aveuglantes, etc.), et deux mercenaires équipés de puissantes armes (fusil, grenades, mines, etc.). Le but du jeu étant de pirater des bornes disséminées dans l'ensemble des niveaux pour les espions, et de les défendre pour les mercenaires. Un concept qui sera conservé dans les opus suivants.
D'autre part, la traduction du jeu en français a été faite au Québec.